# Reisafjorden
69°54′41.188″N 21°4′48.061″Ø / 69.91144111°N 21.08001694°Ø
Reisafjorden (nordsamisk: Ráisavuotna) er en fjord i kommunerne Nordreisa og Kvænangen i Nord-Troms i Troms og Finnmark fylke i Norge.
Reisaelva løber ud i fjorden og danner et brakvandsdelta. I dette delta ligger Reisautløpet naturreservat.
Reisavassdraget er det næststørste laksevand i Troms, og Reisafjorden er en national laksefjord. Foruden laks har Reisavassdraget bestande af havørred og fjeldørred. Alle de almindelige saltvandsarter er repræsenteret.
Fjorden ligger på 70° nord og 21° 10' øst. Den omfatter en kyststrækning på ca. 23 km.